# スラッシー
スラッシー (英: Slushii, 本名: Julian Scanlan, 1997年5月1日 -)はアメリカ合衆国のDJ、プロデューサーである。

## 来歴
2009年頃、サイケデリックプログレッシブバンド Deuteronomy のメンバーとして音楽活動を開始。2012年にリリースしたアルバム The Propaganda of Deuteronomy ではベーシストを務めた。
2013年頃からは、DJ Swoon という名前で DJ 活動を開始。また同時期に、MHKAZ と音楽デュオ Monsters With Tiny Mustaches を組み活動を行っている。
2016年、8,000人余りものフォロワーを抱えていた SoundCloud のアカウントが利用規約に違反したとして自動削除されてしまう。意気消沈した彼であったが、友人の後押しなどもあり Slushii として活動を再開。新 DJ 名でリリースしたデビューアルバム Brain Freeze は、iTunes EDM チャートで4位を獲得した。
7月には、ハードサマーミュージックフェスティバル に出演している。

## 私生活
- 遊☆戯☆王 のカードの収集家である[6][7]。
- 幼いころにアスペルガー症候群と診断された。これにより友達を作れず、中学校時代にいじめを受けたと告白している[4][6]。
- DJ名は、「DJ sushi」と「kawaii (かわいい)」を合わせて作られた[8]。

## ディスコグラフィ－

### アルバム
| タイトル     | 詳細                                        |
| ------------ | ------------------------------------------- |
| Out of Light | - リリース: 2017年8月4日 - レーベル: なし   |
| Dream        | - リリース: 2018年12月14日 - レーベル: なし |

### EP
| タイトル        | 詳細                                  |
| --------------- | ------------------------------------- |
| Brain Freeze    | - リリース: 2016年5月20日 - レーベル: |
| Find Your Wings | - リリース: 2018年3月17日 - レーベル: |

### シングル
| タイトル             | 詳細                                             | アルバム     | 共演アーティスト |
| -------------------- | ------------------------------------------------ | ------------ | ---------------- |
| All I've Ever Wanted | - リリース: 2016年2月10日 - レーベル:            |              |                  |
| Emptiness            | - リリース: 2016年4月20日 - レーベル:            |              |                  |
| So Long              | - リリース: 2016年7月29日 - レーベル:            |              |                  |
| To Say Goodbye       | - リリース: 2016年9月7日 - レーベル:             |              |                  |
| Morphine             | - リリース: 2016年11月25日 - レーベル:           |              |                  |
| I Still Recall       | - リリース: 2017年1月13日 - レーベル:            | Out of Light |                  |
| Dear Me              | - リリース: 2017年2月3日 - レーベル:             | Out of Light |                  |
| Catch Me             | - リリース: 32017年3月3日 - レーベル:            |              |                  |
| Twinbow              | - リリース: 2017年3月17日 - レーベル:            |              | Marshmello       |
| LUV U NEED U         | - リリース: 2017年6月12日 - レーベル:            |              |                  |
| Step by Step         | - リリース: 2017年7月 - レーベル:                | Out of Light |                  |
| My Senses            | - リリース: 2017年7月28日 - レーベル:            | Out of Light |                  |
| Level Up             | - リリース: 2017年11月10日 - レーベル: なし      |              |                  |
| There x2             | - リリース: 2018年2月2日 - レーベル: なし        |              | Marshmello       |
| Never Let You Go     | - リリース: 2019年1月18日 - レーベル:            |              |                  |
| Self Destruct        | - リリース: 2019年3月22日 - レーベル:            |              |                  |
| Dreaming of You      | - リリース: 2019年4月23日 - レーベル: Monstercat |              |                  |
| Far Away             | - リリース: 2019年6月28日 - レーベル: Monstercat |              |                  |